# Adolphe Gautier de Rasse
Georges Antoine Adolphe Gautier dit Adolphe Gautier de Rasse (par adjonction du nom de son épouse), né le 30 décembre 1834 à Arlon et mort le 8 janvier 1915 à Ellezelles, est un magistrat et administrateur belge de la Sûreté publique. 
Son mandat à la tête de la Sûreté est marqué par un mouvement de grèves ouvrières ainsi que par le procès du grand complot de 1889, appelé aussi affaire Pourbaix. À l'issue de l'action en justice, il est révoqué de ses fonctions par Auguste Beernaert.

## Biographie

### Enfance et jeunesse
Adolphe Gautier naît le 30 décembre 1834 à Arlon. Il est issu de l'union entre Adolphe Ferdinand Gautier, ingénieur des mines à la province de Namur, et de Marie Catherine Printz. Son grand-père est Georges Gautier-Puissant, militaire français, industriel et maire de Charleroi sous le Premier Empire. Il fréquente de 1852 à 1857 la faculté de droit de l'Université libre de Bruxelles. Il y est diplômé docteur en droit en 1857 avec la plus grande distinction.

### Carrière dans la magistrature
Il entre tout d'abord en tant qu'avocat au barreau d'Arlon puis devient juge suppléant au tribunal de première instance d'Arlon le 24 mai 1860. Il est nommé substitut du procureur du roi le 6 janvier 1861 au tribunal de première instance de Tournai où il succède à Louis-Frédéric Babut de Marès. Il occupe ce poste jusqu'au 14 septembre 1867, date où il est désigné procureur du roi à Tournai. 

### Carrière en tant qu'administrateur de la Sûreté publique
Il est intronisé en tant qu'administrateur de la Sûreté publique le 16 octobre 1879 par arrêté royal. Il succède à Victor Berden qui devient bras-droit de Jules Bara. C'est sous son mandat que des troubles quasi-insurrectionnels débutent dans le Hainaut, en particulier dans la région du Borinage et de Charleroi. Afin de lutter contre cette agitation sociale menée par la figure d'Alfred Defuisseaux, l'administration de la Sûreté publique a recours à des indicateurs infiltrés dans les milieux socialistes comme Léonard Pourbaix ou Jean-Baptiste Edouard Laloi qui préside le congrès de Châtelet en 1888.
À la suite de nouvelles actions quasi insurrectionnelles en 1888 où les manifestants utilisent de la dynamite, une série de leaders du Parti socialiste républicain d'Alfred Defuisseaux sont arrêtés. Or, l'affaire prend une autre tournure lorsque Paul Notelteirs, directeur de la Sûreté publique, révèle le 26 janvier 1889 lors de sa déposition que Laloi, dirigeant du PSR, proche d'Alfred Defuisseaux et leader du congrès de Châtelet est en réalité un agent infiltré de la Sûreté publique. Progressivement, il apparaît que la Sûreté publique s'est introduite dans les milieux du PSR et que les indicateurs sont en réalité des agents provocateurs chargés de discréditer les grèves. Ceci implique qu'il n'y a pas eu de complot contre l'État car Auguste Beernaert, figure à la tête du gouvernement belge, est au courant de ces agissements. Le plaidoyer du procureur général devient alors obsolète.
Adolphe Gautier de Rasse témoigne le 10 mai 1889 dans le cadre de l'affaire. Le 25 mai 1889, les leaders du PSR défendus notamment par Paul Janson, Edmond Picard, Eugène Robert et Jules Destrée sont acquittés. À la suite du scandale de cette affaire Pourbaix, il est renvoyé de la Sûreté en 1889 par Auguste Beernaert. On lui reproche de ne pas avoir signalé immédiatement lors de leur arrestation que certains leaders du PSR sont en réalité des agents infiltrés, d'avoir sciemment laissé ces indicateurs commettre des actes de provocation et d'avoir révélé des informations sensibles à l'ancien ministre Jules Bara siégeant dans l'opposition libérale. 
À la suite de cette affaire, la Sûreté publique est sanctionnée avec le remplacement de la figure de l'administrateur par un directeur sous tutelle du ministre de la justice Jules Lejeune et la réduction de son budget. La figure de l'administrateur de la Sûreté publique est cependant assez vite réintroduite avec la nomination de François Delatour en 1890. L'administrateur retrouve ses pouvoirs et sa dotation face aux attentats anarchistes de 1890.

### Position criminologique
Adolphe Gautier de Rasse montre un vif intérêt envers la criminologie. Il fait partie de la délégation belge au congrès pénitentiaire de Rome en 1885 avec Adolphe Prins, inspecteur général des prisons. En 1887, face aux manifestations insurrectionnelles qui émaillent la Belgique, il soutient dans un rapport adressé au roi Léopold II la proposition de supprimer les libertés individuelles afin de maintenir l'ordre. Pour lui, la société doit penser à sa défense. De par ses déclarations, il s'inscrit dans le mouvement de défense sociale d'Adolphe Prins qui rencontre un franc succès à l'époque. À la suite de sa destitution, il écrit encore un article sur les aliénés criminels dans la revue La Belgique judiciaire.

### Vie privée
Il se marie le 25 août 1863 avec Léopoldine de Rasse, fille d'Alphonse de Rasse, à Tournai, avec laquelle il reste jusqu'à sa mort. À la suite d'un arrêté royal du 22 décembre 1885, il obtient l'autorisation d'apposer le nom de famille de sa belle-famille au sien et de le transmettre à leurs enfants.

## Publications
- Étude économique sur les coalitions d'ouvriers et sur les grèves, Paris, 1886.
- Aliénés Criminels. Projet de loi sur les prisons asiles dans La Belgique judiciaire. Gazette des tribunaux belges et étrangers, no 24, 1891, p. 370-387.